# Egyiptom kultúrája
Egyiptomi kultúrája több ezer éves történelemmel rendelkezik. Az ókori Egyiptom a Föld legkorábbi civilizációi közé tartozott és befolyásolta Európa későbbi kultúráit is.
A főváros, Kairó, Afrika legnagyobb városa, évszázadok óta kulturális, oktatási és kereskedelmi központ.

## Az ókori Egyiptom

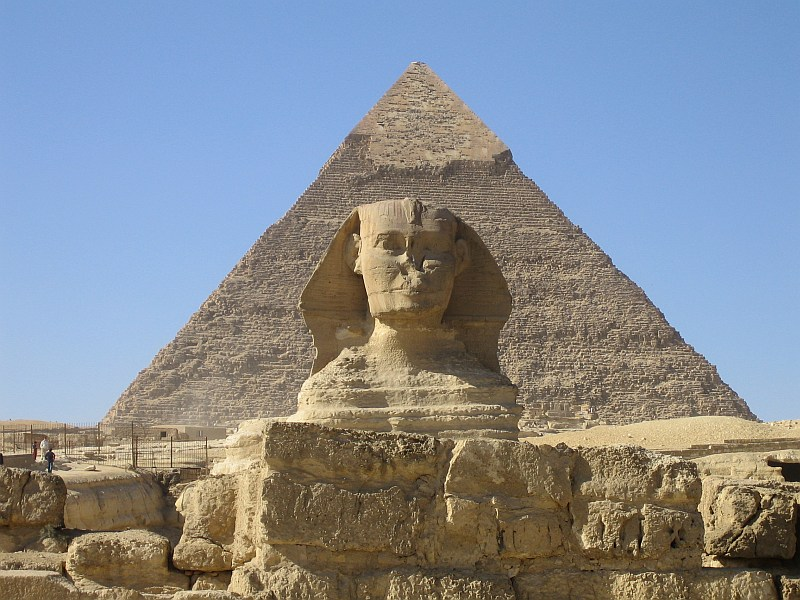
A Szfinx és Khephrén piramisa Gízában, Kairó mellett. Mindkettő az óbirodalom idején épült

Társadalom
Irodalom
Művészetek
Vallás

## Kulturális intézmények
Az Al-Azhar Egyetem a legrégebbi iszlám felsőoktatási intézmény, 970 körül alapították az azonos nevű mecsettel együtt.
Az arab országok közül egyedül Egyiptomban található operaház.

## Kulturális világörökség
Az UNESCO szerint az emberiség közös kulturális örökségéhez tartozik:
- Théba és a thébai nekropolisz (holtak városa - temető).
- Királyok völgye. A thébai nekropolisz egy részlete, önállóan is kulturális világörökség.
- Iszlám Kairó.
- Memphisz és a Halottak Városa. E név rejti a piramisokat.
- Núbiai műemlékek, Abu Szimbel és a Philae-i Ízisz–szentély.
- Abu Mena korai keresztény műemlékei.
- Szent Katalin-kolostor a Sínai-félszigeten. Tudni vélik, hogy Mózes ezen a helyen kapta a Tízparancsolatot tartalmazó kőtáblákat.

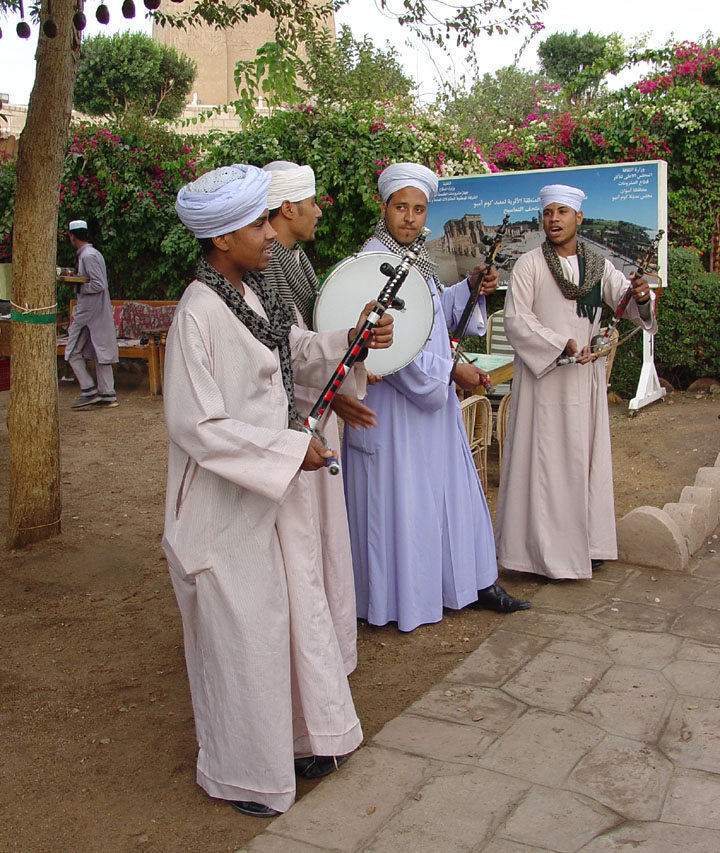
Felső-egyiptomi népzenészek a hagyományos viseletben, az ún. galabijában

- Bálna-völgy

## Művészetek

### Zene
Az 1970-es évektől kezdve az egyiptomi popzene egyre fontosabbá vált a helyi kultúrában, főleg a fiatalok körében. Az egyiptomi népzene is népszerű, esküvők és egyéb ünnepségek alkalmával játsszák.
A "makám" néven ismert arab dallammodellnek mind világi, mind vallási felhasználása is van.

### Filmművészet
Az országban nem kevesebb mint 30 műholdas csatorna üzemel, és évente több mint száz film készül, immár az új stúdiónegyedben is, amelyet „a Kelet Hollywoodjának” neveznek. Minden évben megrendezik a világhírű Kairói Nemzetközi Filmfesztivált .
A filmiparban fő versenytársai a térségben a Perzsa-öböl államai és Libanon.

### Építészet
Egyiptom gazdag építészeti emlékekben. Az országban számos helyszín szerepel az UNESCO Világörökség részeként. 
Az ókorból fennmaradtak a Kairótól délre fekvő ókori Memphisz város és temetőjének romjai, mellette a gízai piramisok; Felső - Egyiptomban többek közt Karnak,  Luxor vagy Asszuán romjai, számos más ősi műemlék mellett. Kairó óvárosát gyakran "iszlám Kairónak" nevezik, amely tele van mecsetekkel, iszlám oktatási intézményekkel, régi fürdőkkel és szökőkutakkal. Alexandriában és Kairóban számos európai stílusú középület, kastély, szálloda látható. A modern korban a nyugati hatás többfelé megmutatkozott, például a kairói Egyiptomi Múzeum épületében.

## Társadalom
Elsősorban a muszlim hit határozza meg az egyiptomiak életének ritmusát. A müezzin naponta ötször imára hívja a híveket hangszórón keresztül.

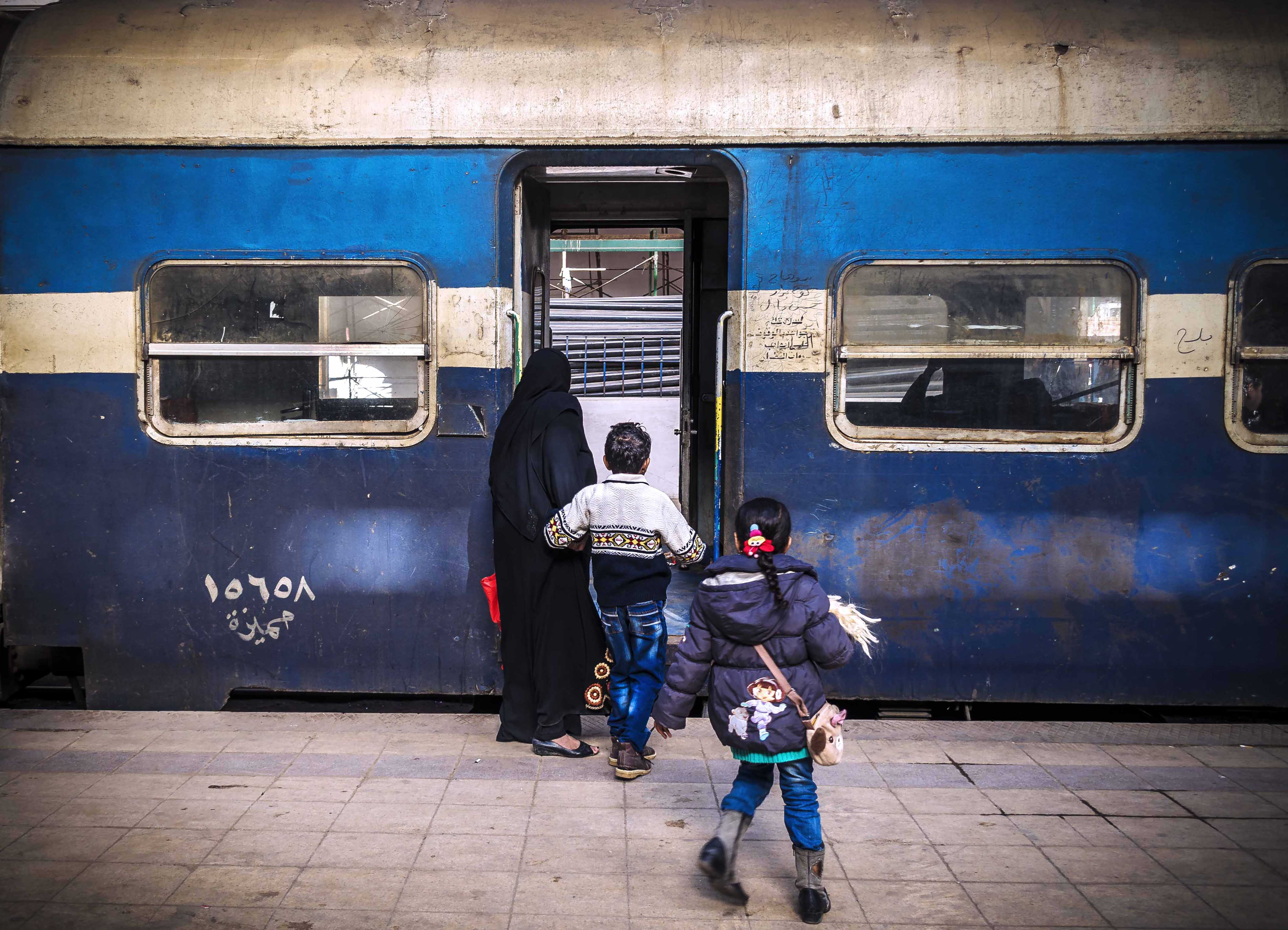
Az asszonyok gyakran konzervatívan öltöznek, de a gyerekek modern ruhát viselnek.

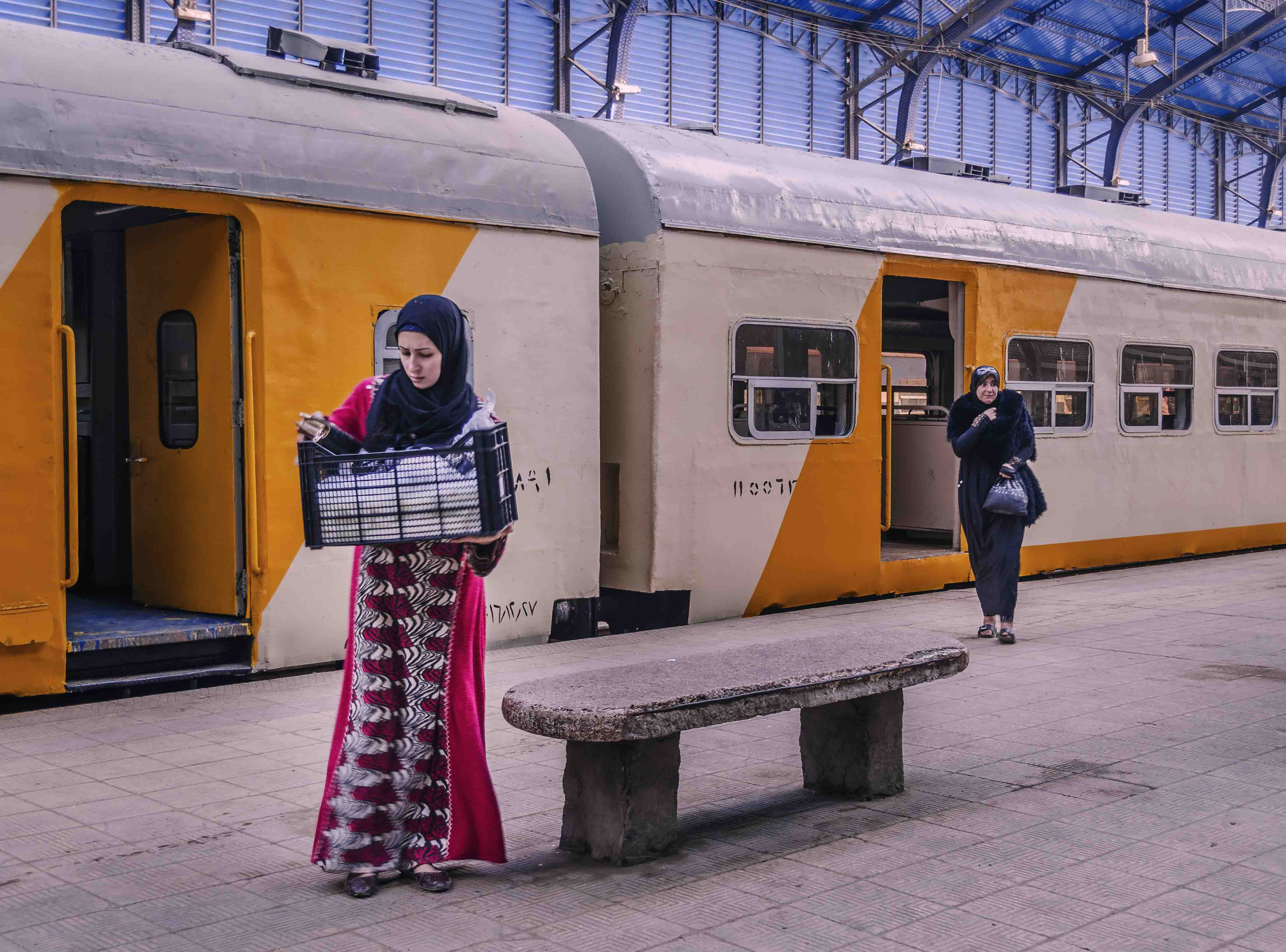
Egy állomás peronján két nő.

### Szokások
- A személyes méltóság, a tisztesség és a jó hírnév a legfontosabb dolgok közé tartozik.[2]
- Az embereket általában a keresztnevükkel szokták megszólítani, amelyet gyakran valamilyen cím vagy titulus előz meg. Egyedül név szerint megszólítani valakit udvariatlan dolog.[3]
- Az illemtan egyik fontos szabálya a vendégekkel való szívélyes és vendégszerető bánásmód.[3]
- Az egyének szűkebb csoportjuknak vagy családjuknak vannak alárendelve. A család adja meg társadalmi azonosságtudatukat.[2]
- A hagyománytisztelő arabok mindkét lábukat a földön tartják; ültükben nem keresztezik a lábukat. Valakinek a lábára mutogatni agresszivitást jelent.[2]
- A lábbeliket általában az ajtó előtt leveszik.[2]
- Az egyiptomiak erősen fatalisták, s úgy gondolják, hogy sorsuk Allah kezében van. Ezért elfogadják a dolgokat úgy, ahogy vannak, többnyire nem próbálnak rajtuk változtatni.[2]
- A muszlimok nem esznek disznóhúst és nem fogyasztanak alkoholt.[2]
- Az egyiptomiak kifejezésmódja nyomatékos és hangos. Üzleti tárgyalás közben sem ritka a kiabálás, a hangos beszéd.[2]
- Ha egy egyiptomi megfogja valakinek a kezét, az a barátság jele. Az arab férfiak gyakran kézen fogva sétálnak.[2]
- Az arabok kedvelik a kávé mellett folytatott hosszas beszélgetéseket. Kedvelik a túlzásokat, a költői szófordulatokat és az érzelemkitörést.[2]
- Az egyneműek közelebb állnak egymáshoz beszélgetés közben, mint a nyugatiak és gyakran meg is érintik egymást. Az ellenkező neműek viszont távolabb állnak egymástól, mint a nyugatiak.[2]
- Hagyományos körökben elterjedt gyakorlat a női nemi szervek megcsonkítása.

### Illemtan
- Egy férfi és nő (akár házasok, akár nem) nem érinthetik meg egymást mások előtt.
- Ne érdeklődjünk partnerünk feleségének vagy lányának egészsége felől. Ezzel szemben jó beszélgetési témák lehetnek a kosárlabda, az egyiptomi táblajáték, az ókori történelem és mai egyiptomi tudományos eredmények. Ne említsük Izraelt és a Közel-Kelet problematikáját.
- Bár az egyiptomiak gúnyolódhatnak magukon (főleg kormányzatuk bürokráciáján), a nem egyiptomitól nem tűrik el az effajta humorizálást.
- Ha egyiptomi családnál étkezünk virágot vagy édességet vigyünk magunkkal, soha ne alkoholt. Egy kis maradékot hagyjunk a tányérunkon, jelezve ezzel, hogy eleget ettünk. A tiszta, üresen hagyott tányér azt jelzi, hogy éhesek maradtunk. Sértésnek vehetik továbbá, ha megsózzuk az ételt.
- A bal kéz a személyes higiénia műveleteinek elvégzéséhez van fenntartva, ezért tisztátalan. Ne használjuk a bal kezünket étkezéshez vagy gesztikulálásra.

## Gasztronómia
Az ételek egyszerűek és kiadósak, főleg gyümölcsökből és zöldségekből készülnek, friss fűszerekkel ízesítve. Dél-Egyiptom konyhája közelebb áll az észak-afrikaihoz, és fűszeresebb, mint az északi.
A sertéshús az iszlám miatt tilos, de a bárányhús gyakori. Grillezve, zöldségekkel párolva, darált húsból mindenféle étel készül belőle. A Hamam-makshi  egy fűszeres rizzsel töltött, faszén felett grillezett galamb.
- falafel
- ful medamesz (فول مدمس), számos arab ország (egyiptomi, libanoni, szír stb.) konyhájának nemzeti étele, amelyet hagyományosan a reggelizőasztalnál szolgálnak fel. Fokhagymával, citromlével, olívaolajjal ízesített bab.
- kushari vagy koshari (كشري) Egyiptom nemzeti étele és népszerű utcai étel.[4] Fűszeres paradicsomszósszal leöntött tészta, rizs és lencse keveréke.[5][6]
- taamiya: Bő olajban sütött, erősen fűszerezett, összetört babszemek.
- fuul: Citrom, só, bors és szezámolajos lóbab keveréke. Körítése saláta.
- tahina: Őrölt szezámmagvakból készítik.
- ghanoug: Tahinából és padlizsánból készítik.

## Sport
A labdarúgás a legnépszerűbb sport Egyiptomban. Az egyiptomi futballklubok, különösen az Al Ahly és a Zamalek Afrika-szerte ismertek.
Egyiptom az Afrika-kupán 2010-ig hét alkalommal állt a dobogó felső fokán.
Egyiptom volt az első afrikai ország, amely csatlakozott a FIFA-hoz, de csak háromszor jutott ki a FIFA-világbajnokságra, 1934-ben, 1990-ben és 2018-ban.
A 21. század elején a népszerűbb sportok még a kosárlabda, a kézilabda, a fallabda és a rollerhoki.

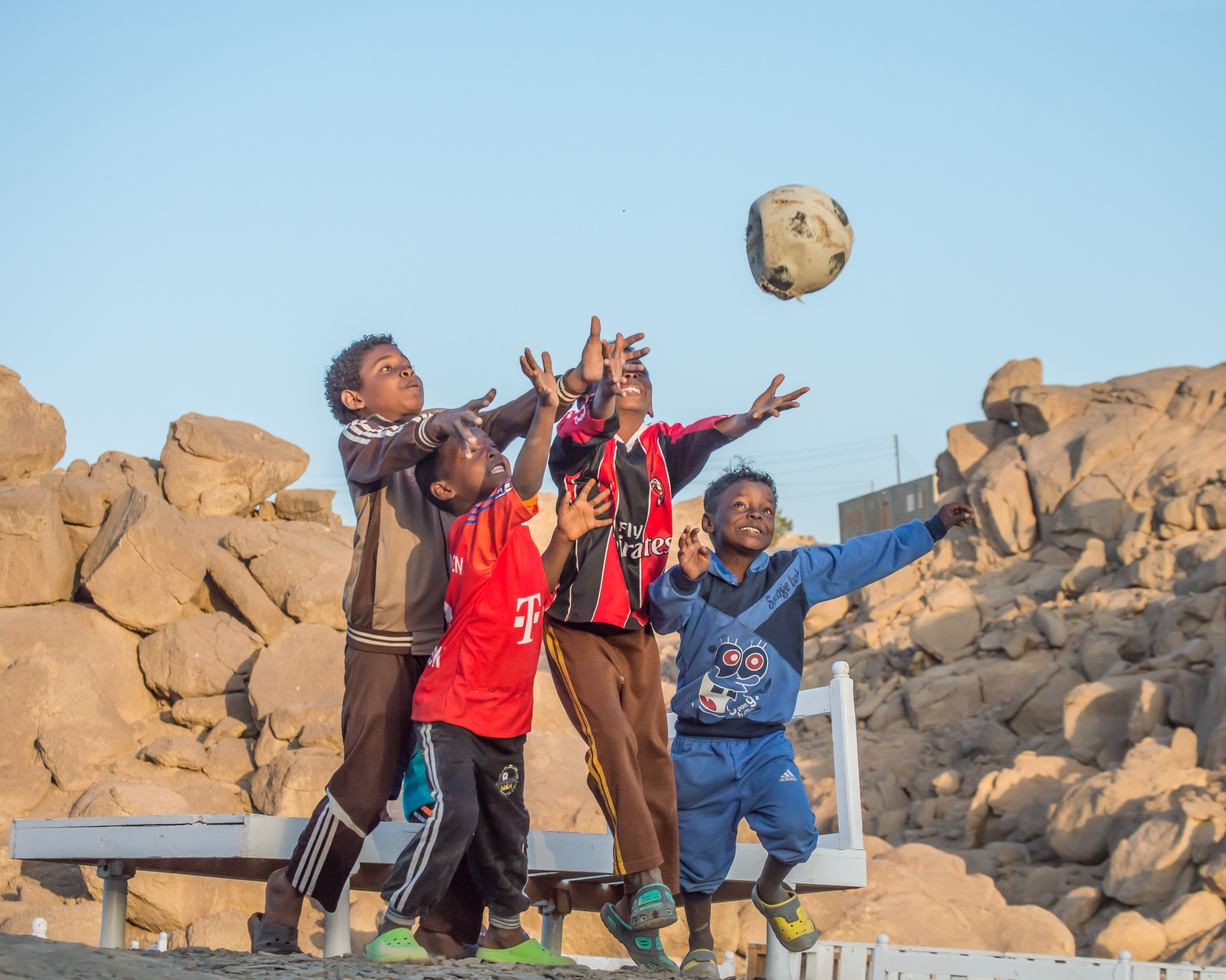
Foci
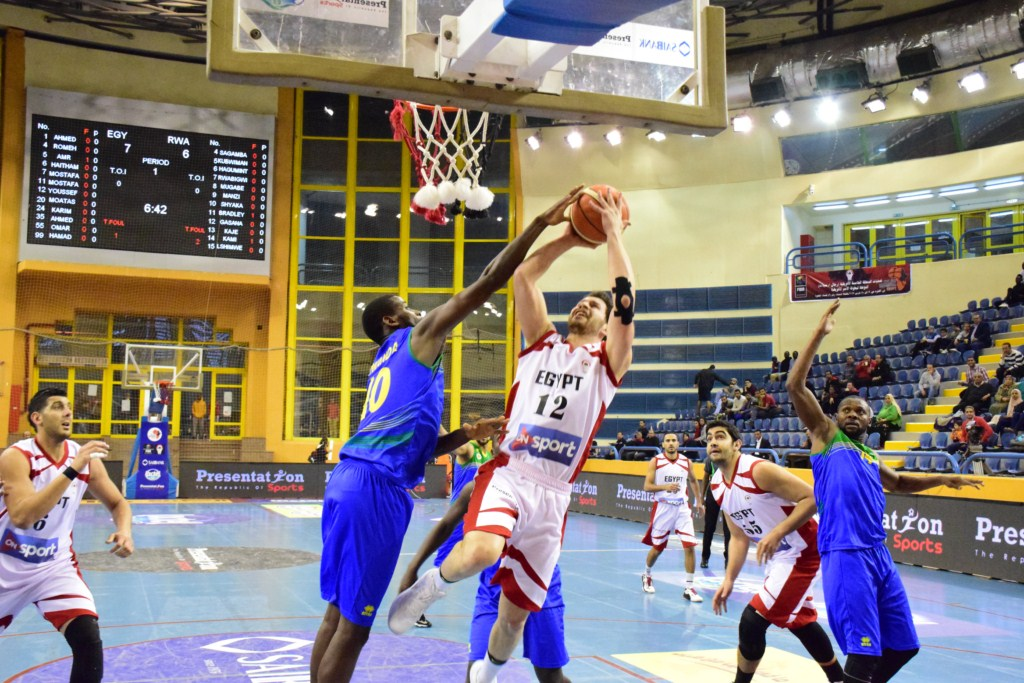
Kosárlabda
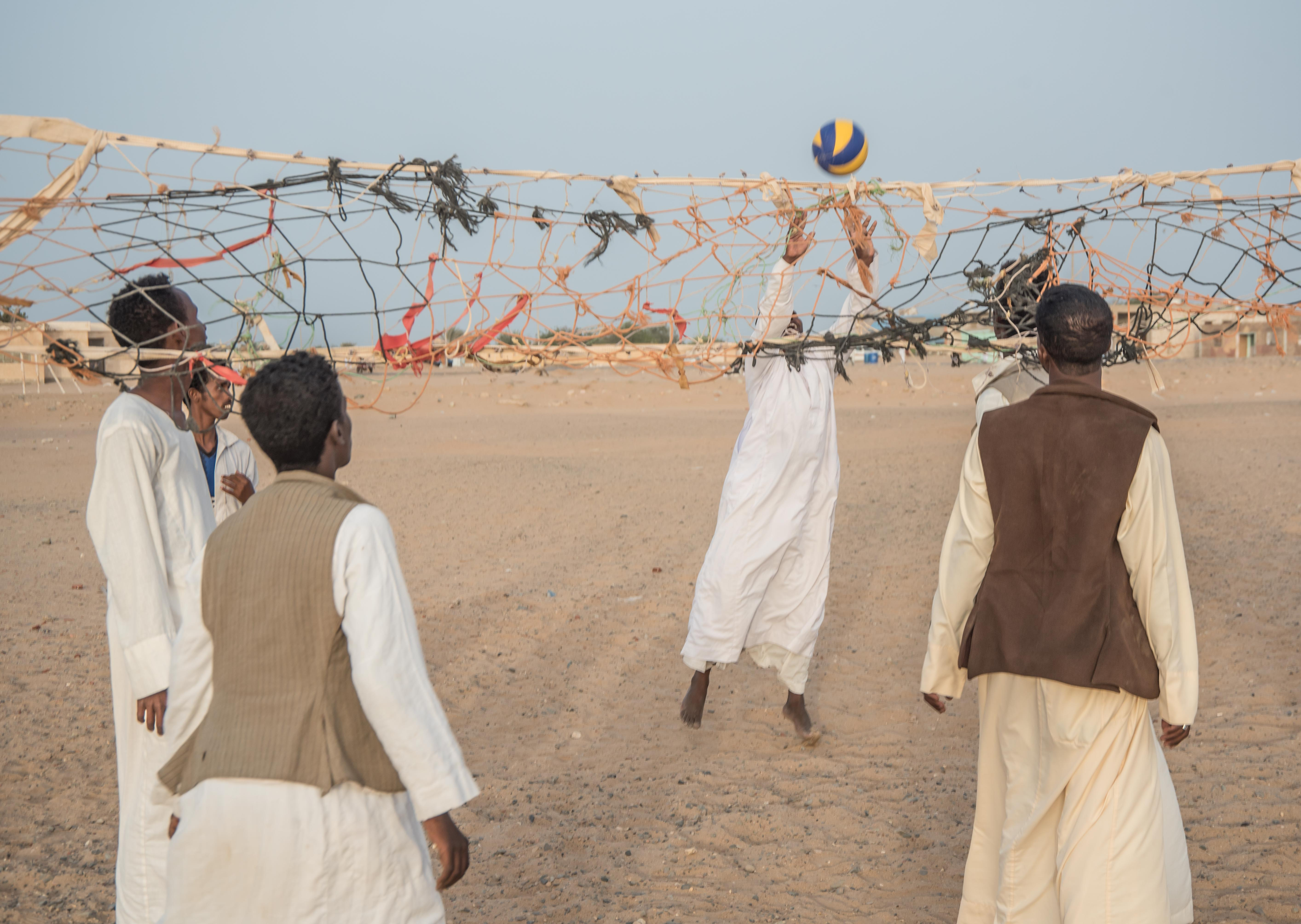
Röplabda
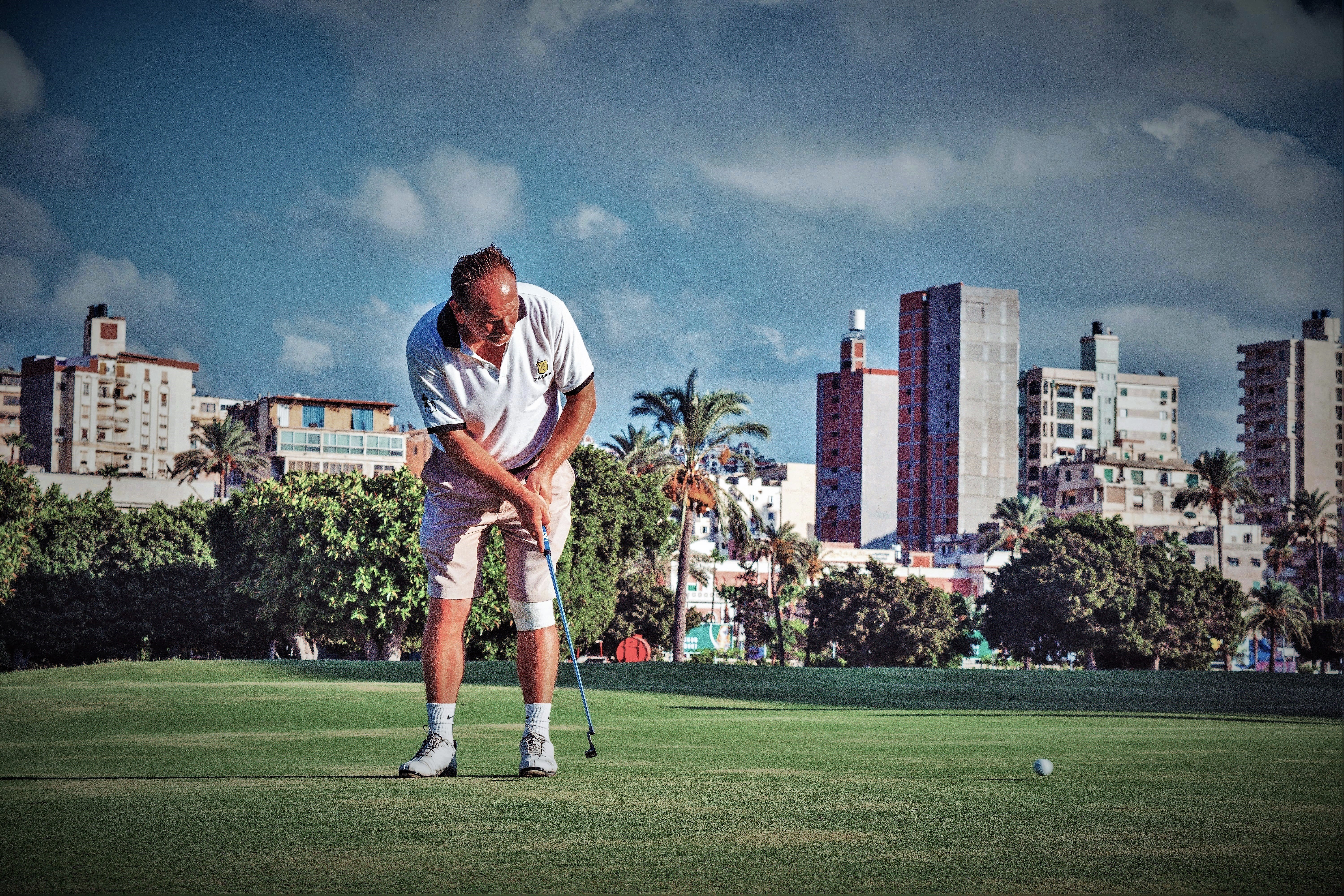
Golf

## Vallás
Egyiptomban mind az iszlám, mind a kereszténység befolyása meghatározó. 
A muszlimok többsége szunnita, a keresztények túlnyomó része kopt ortodox.